# Passatge de Magarola
El Passatge de Magarola és un conjunt d'edificis als carrers de la Portaferrissa i d'en Bot de Barcelona, dels quals el Palau Magarola (Portaferrissa, 13) està catalogat com a bé cultural d'interès local.

## Història
En aquest indret hi havia la Procura del monestir de Montserrat a Barcelona, un edifici dels segles xv-xvi, que a la fi d'aquest darrer es va traslladar al carrer de la Vidreria. Aleshores, la casa va passar a mans dels pares carmelites i després a Joan de Cardona, preceptor de Felip II.
El 1712, Francesc Sala-Alemany i Santgenís va vendre la finca a Antoni de Magarola i Sentmenat (1693-1765), comte dels Quadrells, que el 1755 la va fer reedificar. El 1772, el seu fill Josep Magí de Magarola i de Clariana (1717-1808) va demanar permís per a reedificar-la amb un portal d'arc escarser a la façana principal. El palau va passar en herència al seu fill Antoni de Magarola i d'Ardena (1764-1835), casat en segones noces amb Francesca Bru de Sala i de March (1803-1855), que el 1846, ja vídua, va encarregar-ne la reforma a l'arquitecte Josep Oriol i Bernadet, que hi afegí un tercer pis i feu lleus modificacions a la façana.
El 1865, l'hereu Víctor de Magarola i de Bru (1831-1897) va encarregar al constructor Domènec Sitjas i Margenat la reforma del palau i la construcció del conjunt de cases del passatge al terreny del jardí per 54.000 duros, segons el projecte del mestre d'obres Narcís Nuet, que també es va emcarregar de la casa de Sitjas a la cantonada amb el carrer d'en Bot. Tanmateix, el comte es va carregar de deutes, i el 1868, el palau fou subhastat per impagament d'un préstec de Mateu Llasat i Puig, que el 1880 va fer reconstruir el núm. 4 del carrer d'en Bot, segons el projecte del mestre d'obres Agustí Mas. A la mateixa època, Josep Fàbregas i Mas (les inicials del qual són a l'escut de la llinda de la porta principal), un metge que va fer fortuna comprant crèdits hipotecaris vençuts, va fer reconstruir l'edifici núm. 13 bis del carrer de la Portaferrissa, i el 1884 va adquirir la resta del palau per 235.000 pessetes.
Va morir el 1901 sense descendència, essent succeït pel seu nebot Joan Fàbregas i Fontrodona, que el 1912 va demanar permís per a convertir les golfes en un quart pis i refer les obertures de la planta baixa, segons el projecte de l'arquitecte Melcior Vinyals, que va traslladar l'antiga porta renaixentista al passatge.

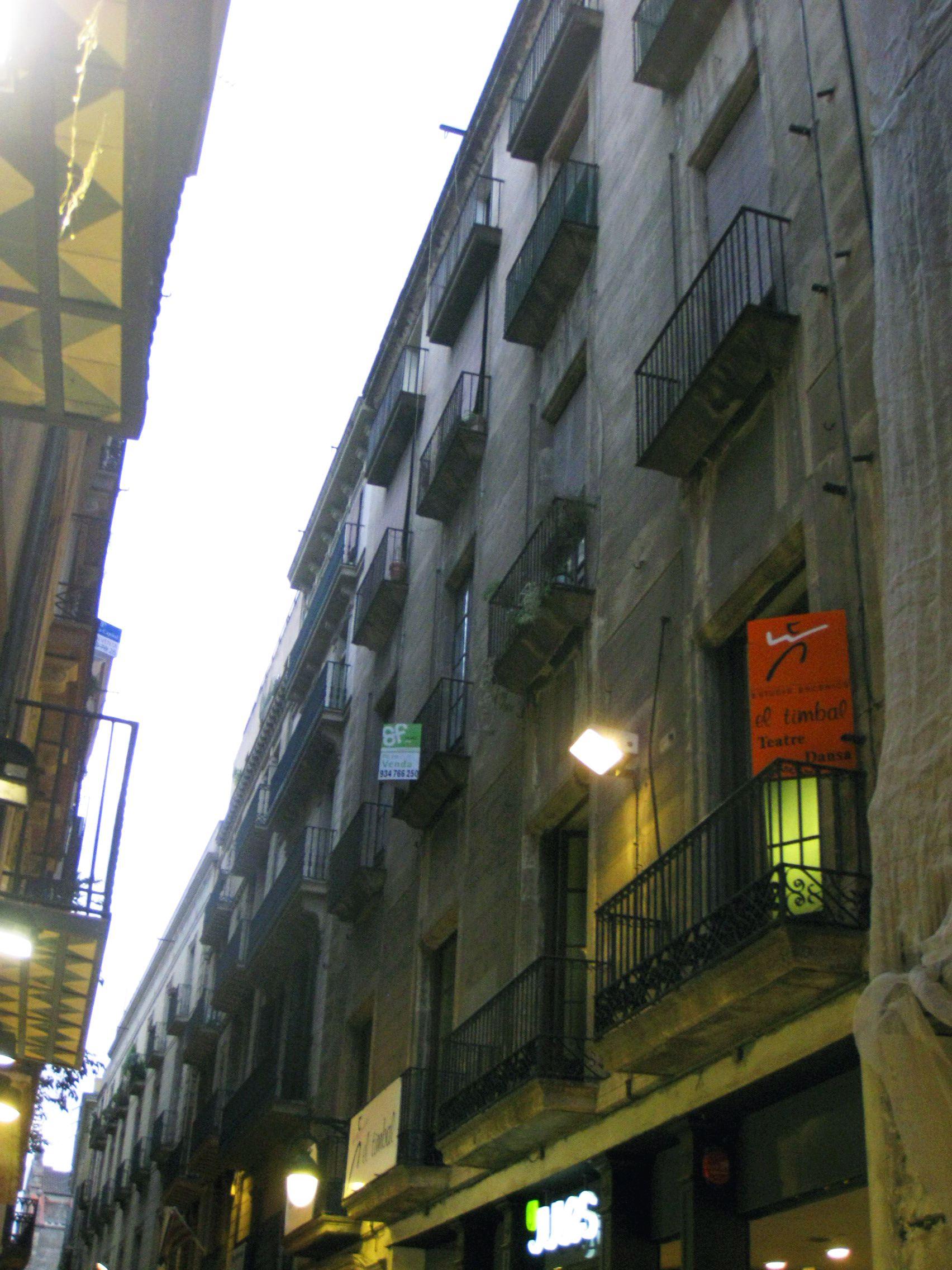
Palau Magarola

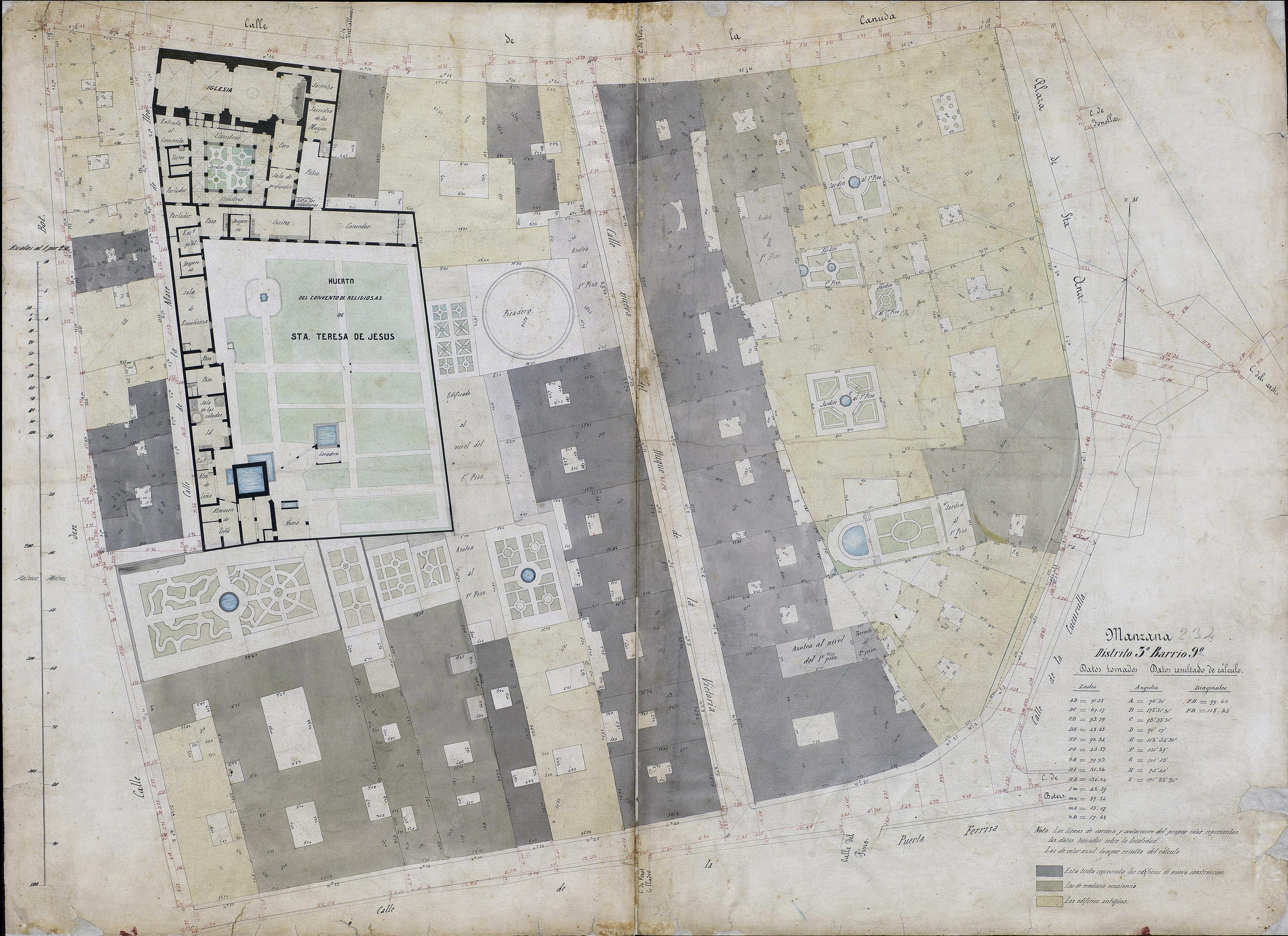
Quarteró núm. 64 de Garriga i Roca (c. 1860)

## Descripció
La façana principal, que dona al carrer de la Portaferrissa, destaca per l'ample portal d'arc escarser amb escut, motllures i pilastres gravades a la pedra i porta de ferro forjat. La resta és de decoració austera, amb obertures rectangulars tant a la planta baixa com als quatre pisos, on els finestrals s'obren a balcons de mida decreixent en altura.
Al passatge de Magarola s'hi troba un portal del segle xvi, amb un frontó semicircular amb la Mare de Déu de Montserrat, envoltada per àngels i el Pare Etern, única resta de la Procura de Montserrat bastida el segle xv en aquest indret. Aquesta porta fou convertida en accés d'una capella de la Mare de Déu inclosa a l'edifici barroc dels Magarola.